# Шубін Геннадій Миколайович
Геннадій Миколайович Шубін (1905, село Осинівка Кінешемського повіту Костромської губернії, тепер Івановської області, Російська Федерація — 1968, тепер Російська Федерація) — радянський державний діяч, 1-й секретар Псковського обласного комітету ВКП(б), голова Івановського облвиконкому. Депутат Верховної Ради СРСР 2—3-го скликань.

## Життєпис
Народився в селянській родині. Після закінчення сільської школи працював у господарстві батьків, був секретарем сільської ради, керував сільською комсомольською організацією.
У 1930—1933 роках — голова сільської ради, завідувач організаційно-інструкторського відділу виконавчого комітету Вічузької районної ради Івановської Промислової області.
Член ВКП(б) з 1931 року.
У 1933—1935 роках — слухач Івановської вищої комуністичної сільськогосподарської школи.
У 1935—1937 роках — секретар виконавчого комітету Наволоцької районної ради, заступник директора машинно-тракторної станції з політичної частини в Івановській області.
У 1937—1939 роках — секретар Наволоцького районного комітету ВКП(б) Івановської області.
У 1939 — листопаді 1940 року — начальник Івановського обласного земельного відділу.
У листопаді 1940 — червні 1942 року — 3-й секретар Івановського обласного комітету ВКП(б).
У червні 1942 — 1946 року — голова виконавчого комітету Івановської обласної ради депутатів трудящих.
У 1946—1949 роках — слухач Вищої партійної школи при ЦК ВКП(б).
До жовтня 1949 року — інспектор ЦК ВКП(б).
20 жовтня 1949 — 14 липня 1951 року — 1-й секретар Псковського обласного комітету ВКП(б). У липні 1951 року за рекомендацією ЦК ВКП(б) пленум Псковського обласного комітету ВКП(б) звільнив його з посади «у зв'язку з допущеними ним перегинами в роботі з кадрами».
У 1951—1954 роках — заступник, 1-й заступник голови виконавчого комітету Ярославської обласної ради депутатів трудящих.
У 1954—1957 роках — 1-й секретар Тутаєвського районного комітету КПРС Ярославської області.
У 1957—1959 роках — заступник голови виконавчого комітету Ярославської обласної ради депутатів трудящих.
У 1959—1961 роках — начальник управління м'ясної та молочної промисловості Ради народного господарства Ярославського економічного адміністративного району.

## Нагороди
- орден Вітчизняної війни 1-го ст.
- орден «Знак Пошани»
- медалі